# Георг фон Бьозелагер
Георг фон Бьозелагер (на немски: Georg von Boeselager) е германски оберст от Вермахта, участвал в опита за убийство на фюрера Адолф Хитлер от 20 юли 1944 г.

## Биография
Бьозелагер е роден близо до Касел в благородно семейство. След като се включва в армията през 1934 г., той се обучава с кавалерийски полк. Става офицер през 1936 г., а през март 1939 г. е повишен в първи лейтенант. Бьозелагер участва в нашествието на Полша и е награден с втора степен на Железен кръст. За действията си в битката във Франция (13 юни 1940 г.), той получава Железен кръст първа степен.
В операция Барбароса, полкът на Бьозелагер извършва разузнавателна дейност около Брест-Литовск и участва в битката при Москва. За изпълнение на задълженията си с отличие, на 31 декември 1941 г. му е присъден Рицарски кръст с дъбови листа. След това е назначен за инструктор в School for Shocktroops в Крампинт. Докато е там се запознава с членове на военната съпротива, които осъзнават, че войната не върви добре.
След разговор с командир на Група армии „Център“ маршал Гюнтер фон Клуге, Бьозелагер е назначен за заместник-командир на „Център за кавалерийски полкове“, свободна кавалерия, която се бие на Източния фронт. Бьозелагер прави чести пътувания, за да се срещне с Клуге, понякога летейки заедно с персонала на фелдмаршала.
Съгласно следвоенно изказване на Фабиан фон Шлабрендорф на конференция от 1943 г., възможността за убийство на германския диктатор Адолф Хитлер е обсъждана сред някои от настоящите служители, включително Хенинг фон Тресков и Бьозелагер.
Бьозелагер е изпратен от Тресков, за да призове стария си командир Клуге да промени стратегията си и да се присъедини към заговора срещу Хитлер. Клуге е главен командир на Запад. Тресков иска Клуге да отвори фронта на Запад, да започне преговори за мир с британците и американците и да прехвърли звена на Източния фронт, за да се бори със съветите. Хитлер ще бъде елиминиран. Бьозелагер продължава да работи с Тресков и помага на Весел Фрайтаг фон Лоринговен да закупи британски пластелинов взрив Hexogen и други части, използвани в бомбата, предназначена да убие Хитлер.
По-малкият брат на Бьозелагер – Филип фон Бьозелагер по-късно твърди, че той и брат му започват да местят полковете си в Берлин на 20 юли 1944 г., в подкрепа на заговора, но след като разбират за провала, те не се включват към други действия.
Бьозелагер е убит в битка, водещ нападение срещу силно укрепена съветска позиция близо до Ломжа на 27 август 1944 г. Два дни по-късно, той е посмъртно повишен в оберст и награден с Рицарския кръст с дъбови листа и мечове.